# Província d'Arad
La província d'Arad (IPA: [a.'rad]; hongarès: Arad, serbi: Arad/Арад) és un judeţ, una divisió administrativa de Romania, a Crişana, amb capital a Arad (població: 185.272).

## Geografia
La província té una extensió total de 7.754 km². A l'est hi ha les muntanyes Zarand i les muntanyes Apuseni. A l'oest les altituds baixen cap a la plana de Romania Occidental. El país és travessat pels rius Mureş i Crişul Alb al nord.

## Límits
- La província de Hunedoara i la província d'Alba a l'est.
- Hongria a l'oest - el comtat de Békés i el comtat de Csongrád.
- La província de Bihor al nord.
- La província de Timiş al sud.

La província és part de l'euroregió del Danubi-Kris-Mures-Tisa.

## Demografia
El 2002, tenia 461.791 i una densitat de població 60 hab./km².
Els romanesos són la majoria de la població. Les minories ètniques són hongaresos, alemanys i rromas.
| Any  | County population |
| ---- | ----------------- |
| 1948 | 476.207           |
| 1956 | 475.620           |
| 1966 | 481.248           |
| 1977 | 512.020           |
| 1992 | 487.617           |
| 2002 | 461.791           |

## Turisme
Les zones turístiques principals:
- La ciutat d'Arad
- Lipova
- Moneasa
- Les àrees Săvârşin, Periş, Macea i Pecica.

## Economia
Junt amb la província de Timiş forma una de les regions més desenvolupades de Romania. La seva proximitat a la frontera atrau un gran nombre d'inversions estrangeres.

## Divisions administratives
La província té una municipalitat, 9 ciutats i 68 comunes.

### Municipalitats
- Arad

### Ciutats
- Chișineu-Criș
- Curtici
- Ineu
- Lipova
- Nădlac
- Pâncota
- Pecica
- Sântana
- Sebiș

### Comunes
| - Almaş - Apateu - Archiş - Bata - Bârsa - Bârzava - Beliu - Birchiş - Bocsig - Brazii - Buteni - Cărand - Cermei - Chisindia | - Conop - Covăsânţ - Craiva - Dezna - Dieci - Dorobanţi - Fântânele - Felnac - Frumuşeni - Ghioroc - Grăniceri - Gurahonţ - Hălmagiu - Hălmăgel - Hăşmaş | - Igneşti - Iratoşu - Livada - Macea - Mişca - Moneasa - Olari - Păuliş - Peregu Mare - Petriş - Pilu - Pleşcuţa - Săvârşin - Secusigiu | - Seleuş - Semlac - Sintea Mare - Socodor - Şagu - Şeitin - Şepreuş - Şicula - Şilindia - Şimand - Şiria - Şiştarovăţ - Şofronea - Tauţ | - Târnova - Ususău - Vărădia de Mureş - Vârfurile - Vinga - Vladimirescu - Zăbrani - Zădăreni - Zărand - Zerind - Zimandu Nou |

### Viles
- Clit

### Pàgines oficials
- www.arad.ro Arxivat 2006-05-11 a Wayback Machine.
- www.primariaarad.ro Arxivat 2011-05-11 a Wayback Machine.